# Dorotheos von Tyros (Bischof)
Dorotheos von Tyros war Mitte des 5. Jahrhunderts Bischof von Tyros.
Dorotheos wir in einem Dokument im Codex encylius genannt, einer Briefsammlung mit den Antworten der Bischöfe auf eine Umfrage des Kaisers Leo I. von 457 betreffs ihrer Haltung zum Konzil von Chalkedon  451. 
Er hat nichts mit dem legendären Bischof und Märtyrer Dorotheos von Tyros zu tun, der im 4. Jahrhundert Bischof von Tyros gewesen sein soll.